# 野胡拐乡
野胡拐乡，是中华人民共和国河北省邯郸市魏县下辖的一个乡镇级行政单位。

## 行政区划
野胡拐乡下辖以下地区：
野西村、野东村、合义村、西红庙村、东红庙村、前红庙村、冯红庙村、蔡西村、霍家庄村、高八庄村、大路固村、连路固村、大王村、蔡东村、蔡中村和岸上村。